# Aphalara affinis
Aphalara affinis är en insektsart som först beskrevs av Zetterstedt 1828.  Aphalara affinis ingår i släktet Aphalara och familjen rundbladloppor. Arten är reproducerande i Sverige. Inga underarter finns listade i Catalogue of Life.